# León María Guerrero y Leogardo
León María Guerrero y Leogardo (Manila, 21 de enero de 1853- Ermita, Manila, 13 de abril de 1935) fue un farmacéutico, botánico y político filipino.

## Carrera
Licenciado en Farmacia por la University of Santo Tomás (1876), fue miembro de la Sociedad Española de Historia Natural, donde destacó por sus estudios en botánica farmacológica, ornitología y lepidopterología. Fue profesor de esa universidad entre 1887 y 1897 y, de nuevo, desde 1907 a 1915 y de 1920 a 1935. Secretario de Agricultura, Comercio e Industria en 1899. Primer presidente de la Junta Examinadora de Farmacia de Filipinas en 1903. 

## Obras
- Medicinal plantas of the Philippine Islands. P. I. Louisiana Purchase exposition board. Official handbook of the Philippines, 1903, pt. 1, 359-404.

- Medicinal plants. Census of the Philippine Islands. 1918, v. 3, 747-787.

- Notas preliminares sobre las materias colorantes vegetales de Filipinas facilitadas por la oficina de Ciencias a petición de la VI Asamblea Regional de Médicos y Farmacéuticos de Filipinas. Actas y comunicaciones de la Asamblea regional de Médicos y Farmacéuticos de Filipinias, 1918-1919, v. 4, 476-482 (también en Revista Filipina de Medicina y Farmacia, v. 10, 156-163).

- Medicinal uses of Philippine plants. Philippine Islands Bureau of Forestry. Bulletin n.º 22, 1921, v. 3, 149-246.

- Drogas vegetales de Filipinas. Identificación de las que más se venden ordinariamente por los herbolarios de Manila y provincias. Jour. Philippine Pharm. Assoc., 1930, v. 2, 205-208, 241-244, 277-281.

- Discurso leído el día 2 de julio en la Apertura anual de los estudios de la Universidad de Santo Tomás de Manila. Manila, Estab. Tipog. del Colegio de Santo Tomás, 1910.

- El ejercicio de profesiones y el ideal de lucro. Cultura Filipina, 1914, v. 4, 1124-1129.

- La profesión farmacéutica. Jour. Philippine Pharm. Assoc., 1928, v. 1, n.º 1, 4-7.

- Discurso pronunciado durante la investidura de la Universidad Filipina, 29 de septiembre de 1899.